# Lac Bouchette, Lac-Bouchette
Lac Bouchette är en sjö i Kanada.   Den ligger i kommunen Lac-Bouchette i regionen Saguenay–Lac-Saint-Jean och provinsen Québec, i den östra delen av landet, 400 km nordost om huvudstaden Ottawa. Lac Bouchette ligger 307 meter över havet.
I omgivningarna runt Lac Bouchette växer i huvudsak blandskog. Trakten runt Lac Bouchette är nära nog obefolkad, med mindre än två invånare per kvadratkilometer.